# NGC 5123
NGC 5123 (другие обозначения — UGC 8415, MCG 7-28-5, ZWG 218.6, IRAS13209+4320, PGC 46767) — спиральная галактика (Sc) в созвездии Гончие Псы.
Этот объект входит в число перечисленных в оригинальной редакции «Нового общего каталога».
В галактике вспыхнула сверхновая SN 2008dz типа II, её пиковая видимая звездная величина составила 17,4.